# Mario Paci
Mario Paci (Firenze, 4 giugno 1878 – 3 agosto 1946) è stato un pianista e direttore d'orchestra italiano.
Conosciuto in Cina come 梅帕器 Mei Baiqi, ha contribuito alla diffusione della musica classica europea in Cina.

## Biografia
Nato a Firenze, frequenta il Conservatorio di Napoli e nel 1895 vince il premio Franz Liszt. Grazie al supporto di Giacomo Puccini, studia composizione e direzione d'orchestra al Conservatorio di Milano.
Nel dicembre del 1918, Paci si reca per la prima volta a Shanghai per esibirsi all' Olympic Theater. Nel 1919 il Consiglio Municipale di Shanghai gli affida il ruolo di direttore d'orchestra dell'attuale “Shanghai Municipal Orchestra”, una delle più antiche orchestre sinfoniche della Cina e dell'Asia.
Non appena assunto l'incarico e ricevuto il via libera dei finanziamenti dal Consiglio Municipale, nel 1922, il maestro Paci intraprende un lungo viaggio in Europa per ingaggiare musicisti italiani. Pur operando in un contesto internazionale, l'Orchestra risentiva fortemente dell'impostazione italiana: dodici orchestrali erano italiani e ricoprivano ruoli importanti. Inoltre, sotto la direzione di Paci il repertorio musicale venne ampliato e aumentò la qualità e la scelta delle partiture.
Paci incrementa i membri dell'orchestra da 22 a 37 e il 23 novembre 1919 l'orchestra si esibisce nel primo concerto sinfonico in Asia. Il programma prevedeva la quinta sinfonia di Beethoven, la serenata per archi “in the far west” di Granville Bantock e Suite No. 1 di Grieg's Peer Gynt. 
La stagione sinfonica iniziava ad ottobre per terminare a maggio, durante l'anno c'era spazio per oltre trenta concerti, che proseguivano all'aperto durante la stagione estiva presso il Jessfield Park (l'attuale Zhongshan Park). Si prediligeva l'esecuzione di compositori classici italiani e dei grandi operisti.
Nel 1926, l'Orchestra comincia a registrare i primi concerti radiofonici e dopo qualche anno anche le prime registrazioni discografiche. Solo dopo il 1935 inizieranno le prime difficoltà nel reperire nuovi fondi. Paci si adopererà per trovare altri finanziamenti, anche attraverso concerti privati o trasferte, ma nel 1940 comincerà un lento declino dell'orchestra.
Il maestro Paci si ritirerà dal ruolo di Direttore nel 1942, in seguito al sempre più crescente controllo dell'orchestra da parte dei giapponesi. Verrà organizzato uno splendido concerto d'addio presso il Lyceum Theatre, la domenica 31 maggio del 1942, con il maestro nel doppio ruolo di direttore e pianista.